# Барри, Бен
Бен Барри (англ. Ben Barry, род. 9 февраля 1983, Оттава) — канадский предприниматель, учёный, писатель и защитник женского здоровья. В настоящее время он является деканом факультета моды в Новой школе Нью-Йорка. Бен Барри — основатель и генеральный директор Ben Barry Agency, модельного агентства и консалтинговой компании, известной своим привлечением разнообразных моделей, а также автор канадского бестселлера «Модная реальность: новое поколение предпринимательства».

## Юные годы и карьера
Барри родился в Оттаве, Онтарио. Он учился в школе Элмвуд, затем перешёл в колледж Эшбери, а в 2005 году окончил Университет Торонто, где был членом Тринити-колледжа, получив степень бакалавра в области женских исследований и политологии. Позже он учился в Кембриджском университете и получил степень магистра философии в области инноваций, стратегии и организации в 2007 году, а также степень доктора философии в 2012 году, получив исследовательский грант Фонда Огилви в бизнес-школе Кембриджского университета имени Джаджа. Вторая книга Барри «За пределами красоты: открытие, испытание и совершенствование красоты» исследует восприятие красоты во всём мире и основана на его докторском исследовании. Он является председателем совета директоров Toronto Fashion Incubator и входит в совет Канадского фонда женского здоровья. Барри был доцентом кафедры равенства, инклюзивности и разнообразия в моде в Школе моды Университета Торонто Метрополитен, прежде чем в 2018 году был назначен на должность председателя Школы моды. В 2021 году он был принят на работу на должность нового декана факультета моды в Новой школе в Нью-Йорке, штат Нью-Йорк, США. Он также пишет колонку о малом бизнесе, выходящую раз в две недели, для The Globe and Mail, крупнейшей канадской национальной газеты.

## Ben Barry Agency
В возрасте 14 лет Барри основал агентство Ben Barry Agency, известное тем, что в нём работают самые разные модели: самых разных размеров, рас, возрастов и способностей. Это контрастировало с большинством модельных агентств того времени, которые предъявляли строгие требования к росту, весу и возрасту. Агентство приняло участие в акции Dove за настоящую красоту. Барри получил признание за свои усилия по реформированию индустрии моды, направленные на более точное представление многообразия женщин и прекращение использования стандартного идеала физической красоты.

## Награды
Он был награждён Золотой юбилейной медалью королевы и стал первым мужчиной, удостоенным премии генерал-губернатора в память о деле Персон. По данным Maclean’s, он был признан «одним из двадцати пяти лидеров завтрашнего дня».